# Porsche Tennis Grand Prix 1999
Porsche Tennis Grand Prix 1999 — жіночий тенісний турнір, що проходив на закритих кортах з твердим покриттям у Фільдерштадті (Німеччина). Належав до турнірів 2-ї категорії в рамках Туру WTA 1999. Відбувсь удвадцятьдруге і тривав з 4 до 10 жовтня 1999 року. Перша сіяна Мартіна Хінгіс здобула титул в одиночному розряді, свій третій на цьому турнірі після 1996 і 1997 років, і отримала 80 тис. доларів США.

## Учасниці

### Сіяні учасниці
| Країна    | Гравчиня         | Рейтинг | Сіяна |
| --------- | ---------------- | ------- | ----- |
| Швейцарія | Мартіна Хінгіс   | 1       | 1     |
| США       | Ліндсі Девенпорт | 2       | 2     |
| США       | Серена Вільямс   | 4       | 3     |
| Франція   | Марі П'єрс       | 6       | 4     |
| ПАР       | Аманда Кетцер    | 7       | 5     |
| Австрія   | Барбара Шетт     | 8       | 6     |
| Франція   | Жюлі Алар-Декюжі | 9       | 7     |
| Бельгія   | Домінік Ван Рост | 10      | 8     |

### Інші учасниці
Нижче подано учасниць, що отримали вайлд-кард на вихід в основну сітку:
- Мері Джо Фернандес
- Дженніфер Капріаті
- Анке Губер

Нижче наведено учасниць, що отримали вайлдкард на участь в основній сітці в парному розряді:
- Мія Буріч /  Анке Губер

Нижче наведено учасниць, що пробились в основну сітку через стадію кваліфікації в одиночному розряді:
- Сабін Аппельманс
- Олена Дементьєва
- Ліза Реймонд
- Сільвія Фаріна-Елія

Такі тенісистки потрапили в основну сітку як Щасливі лузери:
- Магі Серна
- Анн-Гель Сідо

Нижче наведено учасниць, що пробились в основну сітку через стадію кваліфікації в парному розряді:
- Квета Грдлічкова /  Барбара Ріттнер

## Розподіл призових грошей
| Дисципліна       | П       | Ф       | ПФ      | ЧФ      | 1/8    | 1/16   |
| Одиночний розряд | $80,000 | $40,000 | $20,000 | $10,000 | $7,000 | $3,700 |

## Фінальна частина

### Одиночний розряд
Мартіна Хінгіс —  Марі П'єрс, 6–4, 6–1
- Для Хінгіс це був 7-й титул за сезон.

### Парний розряд
Чанда Рубін /  Сандрін Тестю —  Аранча Санчес Вікаріо /  Лариса Нейланд, 6–3, 6–4